# Manuel Marani
Manuel Marani (7 de junio de 1984) es un jugador de fútbol de San Marino, actualmente jugando para U.S. Russi y anteriormente para la selección nacional de San Marino.

## Carrera
Notablemente, puntuó un empate tardío para San Marino contra la República de Irlanda el 7 de febrero de 2007. El gol casi le otorga a San Marino el que habría sido su mejor resultado, concretamente su tercer empate en un partido competitivo y su segundo contra un equipo de primer nivel (el primero fue en contra de Turquía, el segundo en contra de Letonia). Sin embargo, Stephen Ireland anotó para los visitantes segundos antes del fin de tiempo de descuento. Es también la segunda persona en haber anotado más de un gol para San Marino, después de Andy Selva.

### Goles internacionales
| # | Fecha                | Local                                   | Adversario  | Puntuación | Resultado | Competición                         |
| - | -------------------- | --------------------------------------- | ----------- | ---------- | --------- | ----------------------------------- |
| 1 | 7 de febrero de 2007 | Stadio Olimpico, Serravalle, San Marino | IRL Irlanda | 1–1        | 1–2       | Clasificación para la Eurocopa 2008 |
| 2 | 14 de agosto de 2012 | Stadio Olimpico, Serravalle, San Marino | MLT Malta   | 1–0        | 2–3       | Amistoso                            |